# Ardeadoris poliahu
Ardeadoris poliahu is een slakkensoort uit de familie van de Chromodorididae. De wetenschappelijke naam van de soort is voor het eerst geldig gepubliceerd in 1989 door Bertsch & Gosliner.